# تاچ‌ویز
تاچ‌ویز (به انگلیسی: TouchWiz) یک واسط گرافیکی کاربر بوده که توسط شرکت سامسونگ برای تلفن‌های همراه و تبلت‌های این شرکت توسعه یافته‌است. این واسط گرافیکی به صورت پیشفرض بر روی بسیاری از تلفن‌های همراه شرکت سامسونگ که از سیستم‌عامل تایزن، سیستم‌عامل اندروید و دیگر سیستم‌عامل‌ها بهره می‌برند، نصب شده‌است.

## نسخه‌ها

### تاچ‌ویز ۱ و ۲
این نسخه‌ها در سال‌های ۲۰۰۸ و ۲۰۰۹ مورد استفاده در برخی تلفن‌های ساده و هوشمند سامسونگ مانند سامسونگ استار، سامسونگ امنیا ۲ و سامسونگ آی۸۹۱۰ امنیا اچ‌دی بود. برخی از دستگاه‌های دارای این دو نسخه از سیستم‌عامل‌های ویندوز موبایل یا سیمبیان یا جاوا تاچ برخوردار هستند.

### تاچ‌ویز ۳
این نسخه از رابط کاربری تاچ‌ویز در سال ۲۰۱۰ در برخی گوشی‌های هوشمند دارای سیستم‌عامل اندروید مانند گلکسی اس و همچنین برخی گوشی‌های هوشمند دارای سیستم‌عامل بادا استفاده شده‌است.

### تاچ‌ویز ۴
این نسخه دارای تغییرات جزئی نسبت به نسخه سوم بود و در گوشی‌های گلکسی اس۲ و گلکسی نوت از آنان استفاده شد که هر دوی این گوشی‌ها بعداً با به‌روزرسانی نرم‌افزاری به نسخه جدیدتر تاچ‌ویز یعنی Nature UX ارتقا پیدا کردند.

### تاچ‌ویز Nature UX نسخهٔ ۱
تاچ‌ویز در سال ۲۰۱۲ با عنوان Nature UX بر روی گوشی گلکسی اس۳ منتشر شد و دارای تغییرات زیادی از زمان عرضه‌اش شد از جمله بهبود رابط کاربری و افزودن برخی قابلیت‌های کاربردی که موجب بهبود کارایی آن شد.

### تاچ‌ویز Nature UX نسخهٔ ۲
جدیدترین نسخه از رابط کاربری سامسونگ با عنوان تاچ‌ویز Nature UX 2.0 برای نخستین بار در گوشی گلکسی اس۴ معرفی شد و تغییرات اندکی همراه با بهبود سرعت نسبت به نسخه پیشین در آن اعمال یافت.

### تاچ‌ویز Nature UX نسخهٔ ۳
اینبار سامسونگ در سال ۲۰۱۴ با عنوان تاچ‌ویز Nature ux ۳ برای گوشی‌های پرچمدار و میان رده این رابط کاربری را عرضه کرد. همچنین این رابط کاربری برای اولین بار در گوشی گلکسی اس۵ معرفی شد. همچنین این رابط کاربری از نسخه‌های قبلی تفاوت‌های ظاهری زیادی داشته‌است. این رابط کاربری در اندروید ۴٫۴ گوشی‌های گلکسی سامسونگ گنجانده شده‌است.
تغییرات انجام‌شده:
1. آیکون‌های جدید
2. نرم‌افزار S health
3. تغییر محیط منو برنامه‌ها
4. تغییر ظاهر دادن رابط کاربری

### تاچ‌ویز Nature UX نسخهٔ ۴
سامسونگ در نیمه سال ۲۰۱۴ نسخه ۴ این مجموعه را معرفی کرد و این نسخه برای اولین بار با گوشی گلکسی نوت ۴ معرفی شد و در اندروید ۴٫۴٫۴ گنجانده شد و در واقع تفاوت خاصی با تاچ‌ویز نسخه قبل ندارد.
تغییرات انجام‌شده:
1. رفع خطای تاچ ویز Nature UX نسخهٔ ۳
2. تغییر رنگ محیط رابط کاربری به سفید

### تاچ‌ویز نسخهٔ ۵
سامسونگ در سال ۲۰۱۵ تصمیم گرفت تاچ‌ویز را بدون محیط Nature UX و این رابط کاربری را با ظاهر تغییر یافته مطابق با طراحی متریال دیزاین اندروید ۵ این رابط کاربری را تغییر دهد. این رابط کاربری تغییر بسیار زیادی با نسخه Nature UX دارد و با تغییرات جدیدی مواجه هستیم این رابط کاربری برای اولین بار با گوشی گلکسی اس۶ معرفی شد و در اندروید ۵٫۰٫۲ گنجانده شد.
تغییرات انجام شده:
۱ تغییر ظاهر آیکون‌ها
1. پشتیبانی از شارژ سریع
2. پشتیبانی از اثر انگشت خازنی
3. پنل اعلان جدید
4. صفحه قفل جدید همراه با آیکون‌های قابل شخصی‌سازی
5. برنامه‌هایی برای نگه داشتن باتری بهینه
6. سرعت بالاتر و کاهش حجم فریمورک رابط کاربری
7. تغییر صدای لمس کردن گوشی
8. تغییر طراحی کیبورد
9. اضافه شدن پوشه‌ای به نام برنامه‌های مایکروسافت
10. اضافه شدن برنامه مدیریت گوشی
11. تغییر رابط کاربری برنامه دوربین

### تاچ‌ویز نسخهٔ ۵٫۱
سامسونگ در اواخر سال ۲۰۱۵ تصمیم گرفت فقط چند ویژگی و رفع خطا را روی این نسخه از تاچ‌ویز انجام دهد. این رابط کاربری در اندروید ۵٫۱٫۱ گنجانده شد و برای اولین بار در گوشی گلکسی نوت ۵ معرفی شد.
تغییرات انجام شده:
1. پشتیبانی از قلم spen و اضافه شدن چند قابلیت در air command برای سری گلکسی نوت
2. بهبود سرعت و افزایش عملکرد
3. رفع مشکلات سنسور اثر انگشت برای قسمت نرم‌افزاری
4. افزایش شارژدهی به مقدار متوسط در شارژدهی باتری

### تاچ‌ویز نسخهٔ ۶
سامسونگ در سال ۲۰۱۶ رابط کاربری تاچ‌ویز را با چند تغییر مواجه کرد ولی این تغییرات نیمه تمام ماند و سامسونگ ادامه آن را با رابط کاربری Grace UX انجام داد و تکمیل کرد. این رابط کاربری با گوشی گلکسی اس۷ معرفی کرد. این رابط کاربری در اندروید ۶٫۰٫۱ گنجانده شد.
تغییرات انجام شده:
1. باز طراحی پنل اعلان
2. باز طراحی صفحه قفل
3. آیکون‌های جدید
4. اضافه شدن پاپ آپ دسترسی
5. باز طراحی نوار اعلان
6. افزایش سرعت و حل مشکلات نرم‌افزاری سنسور اثر انگشت
7. باز طراحی برخی اپلیکیشن‌ها

### تاچ‌ویز Grace UX
سامسونگ در اواسط سال ۲۰۱۶ تاچ‌ویز را به‌طور کلی تغییر داد و رابط کاربری را با ظاهر جدید و قابلیت‌های کارآمد معرفی کرد. این رابط کاربری برای اولین بار با گوشی گلکسی نوت ۷ معرفی کرد. این رابط کاربری با یک بروزرسانی برای اندروید ۶٫۰٫۱ گنجانده شد.
تغییرات انجام شده:
1. باز طراحی کامل پنل اعلان و صفحه دار شدن تنظیمات سریع
2. باز طراحی آیکون‌ها
3. پشتیبانی از قلم spen و اضافه شدن چند قابلیت در آن
4. تغییر رابط کاربری و ظاهری برنامه‌هایی از جمله :تنظیمات، تلفن، پیام رسان، مدیریت فایل‌ها، یادداشت‌ها، دوربین وغیره.
5. خضافه شدن قابلیت‌های تنظیمات مثل جستجوگر هوشمند تنظیمات
6. تغییر صفحه اصلی و صفحه منو
7. اضافه شدن قابلیتی به نام صفحه نمایش همیشه روشن
8. رفع مشکلات و بهبود سرعت
9. مصرف باتری بهینه شده
10. تغییر آیکون‌های نوار اعلان